# Andrena cruciferarum
Andrena cruciferarum är en biart som beskrevs av Ribble 1974. Andrena cruciferarum ingår i släktet sandbin, och familjen grävbin. Inga underarter finns listade i Catalogue of Life.